# Malaya incomptas
Malaya incomptas är en tvåvingeart som beskrevs av Ramalingam och Raghavan Sridharan Pillai 1972. Malaya incomptas ingår i släktet Malaya och familjen stickmyggor. Inga underarter finns listade i Catalogue of Life.